# Ancora innamorati/Monsieur voulez-vous dançer?
Ancora innamorati/Monsieur voulez-vous dançer? è un singolo di Loretta Goggi, pubblicato nel 1976.

## Descrizione
Scritto da Giancarlo Bigazzi e Totò Savio, viene presentato all'interno di Domenica In, ai tempi presentata da Corrado, e in molte altre trasmissioni televisive dell'epoca. Il brano raggiunge il 14º posto dei singoli più venduti..
Il lato B del disco contiene Monsieur voulez-vous dançer?, brano disco scritto dagli stessi autori.
Il singolo per il mercato italiano è stato stampato in due diverse versioni: la prima tiratura conteneva sul fronte di copertina il titolo del solo lato A (Ancora innamorati), mentre sul retro di copertina era stampato il titolo del lato B (Monsieur voulez-vous dançer?), scritto con il punto interrogativo finale, a differenza del tondino del vinile, in cui era impresso senza punto interrogativo. 
La seconda tiratura invece conteneva i titoli di entrambi i brani sul fronte di copertina, il secondo scritto col punto interrogativo finale, in questo caso corrispondente alla stampa del tondino del vinile. 

### Versioni estere
Il singolo è stato pubblicato anche all'estero e in altri paesi del mondo. Entrambi i brani sono stati tradotti in spagnolo per il mercato in lingua iberica con il titolo Todavia enamorados/Señor, Quiere Vd. Bailar, mentre per le emissioni tedesca, greca, canadese e statunitense sono stati distribuiti i brani in italiano.
Versioni pubblicate all'estero:
- Spagna: Todavia enamorados/Señor, Quiere Vd. Bailar
- Canada: Monsieur voulez-vous dançer?/Ancora innamorati (promo)
- Germania: Monsieur voulez-vous dançer?/Ancora innamorati
- Germania: Monsieur voulez-vous dançer?/Ancora innamorati (versione promo)
- Grecia: Ancora innamorati/Monsieur voulez-vous dançer?  (promo)
- Stati Uniti: Monsieur voulez-vous dançer?/Ancora innamorati (promo)

## Tracce
Lato A
1. Ancora innamorati – 3:43 (Giancarlo Bigazzi-Totò Savio)

Lato B
1. Monsieur voulez-vous dançer? – 3:28 (Giancarlo Bigazzi-Totò Savio)